# 本岡昭次
本岡 昭次（もとおか しょうじ、1931年（昭和6年）3月18日 - 2017年（平成29年）4月10日
）は、日本の政治家。
参議院議員（4期）、参議院副議長（第24代）、民主党参議院議員会長（第2代）を歴任。

## 略歴
- 1950年（昭和25年） 兵庫師範学校（現在の神戸大学教育学部）予科を卒業、小学校教諭となる。
- 1980年（昭和55年）6月 日本社会党より参議院議員に初当選[4]。
- 1984年（昭和59年）8月8日 参議院建設委員長。
- 1993年（平成5年）9月21日に参議院政治改革に関する特別委員長となるが、翌年1月12日に特別委員会において委員長不信任決議が可決され、委員長を辞任。
- 1995年（平成7年）5月 社会党を離党、12月民主改革連合に参加。
- 1998年（平成10年）4月27日 新・民主党結党に参加。
- 2000年（平成12年）1月20日、参議院国家基本政策委員長。
- 2001年1月31日、参議院国家基本政策委員長。
- 2001年（平成13年）8月7日 参議院副議長に就任。
- 2003年（平成15年）11月3日 旭日大綬章受章[5]。
- 2004年（平成16年）7月 参議院議員の任期満了に伴い政界を引退。
- 2017年（平成29年）4月10日、病気のため死去。86歳没[2][3]。

## 立場
民主党が政権とる10年前まで提出し続けた「戦時性的強制被害者問題の解決の促進に関する法律案」の起案者としても知られている。そのため、この法案は別名「本岡法案」とも言われた。本岡も2007年3月27日の朝日新聞夕刊で「政権交代したら、真っ先にこの法案が実現する」と強調していた。
慰安婦問題をめぐり、弁護士の戸塚悦朗を国連でロビー活動へ導き、問題解決のために国際レベルに発展させた。戸塚も『本岡昭次先生は、よくやって下さった。本岡先生が慰安婦問題をやりださなければ私もやらなかった。』と讃え、本岡による啓発、(朝日)新聞記者(松井やより)による『激励』と自負心を傷付けられた反動で活動を続けてきたとインタビューで答えているほど慰安婦問題に一石を投じた。
1999年の国旗及び国歌に関する法律案の採決に際して所属する民主党は党議拘束を外したが、この際、本岡は反対票を投じた。

## 散会事件
2004年の第159回国会において、内閣提出の年金関連法案の採決を控えて会期末が迫る 6月5日、 倉田寛之参議院議長不信任決議案審議のため副議長として議長席に着いた途端に散会宣言を行った。議事が残るにもかかわらず突然行われたこの散会宣言は参議院規則に反するものであり、中立であるはずの副議長が同法案の成立を阻止したい民主党の要請に従ったことと合わせて「参議院の権威が傷ついた」、「権利の乱用との批判を招きかねず『憲政史上例のない禁じ手』」等と批判を招いた。
国会法第117条では、「議事を整理し難い」場合には議長は散会して当日の審議を中止できると定められており、この権限は議事宰領を引き継いだ副議長も行使できるが、一方で参議院規則第82条では、当日の日程を全て消化した場合に散会が可能であるとしている。不信任決議案および年金関連法案の処理は日程に含まれていたため、隣に座る事務総長の制止を振り切っての散会宣言であった。この散会宣言の後、議長席に戻った議長が、散会は無効であり、仮議長を選出して議事を続行すると宣言した。散会が有効であるとする立場の本岡副議長と野党議員（日本共産党以外）が不在の中、事務総長の議事宰領により仮議長を選出し、その仮議長の宰領で議長不信任決議案を否決し、議事宰領に復帰した議長のもとで年金関連法案は可決された。

## 慰安婦について
- 1991年4月1日 参議院予算委員会で社会党として質問。
「政府が関与し軍がかかわって、女子挺身隊という名前によって朝鮮の女性を従軍慰安婦として強制的に南方の方に連行したということは、私は間違いない事実だというふうに思います。」
- 『従軍慰安婦に関する戦時性的強制被害者問題の解決の促進に関する法律案を起案したため、この法案は別名として本岡法案とも言われている。「政権交代したら、真っ先にこの法案が実現するんですよ」』（朝日新聞2007年3月27日夕刊 ニッポン人・脈・記）
- 2016年1月13日に本岡邸で大高未貴がインタビューした際に吉田清治の本を読んで慰安婦活動を始めたこと、慰安婦の5,6割を占めていた日本人慰安婦は『強制連行』という言葉に合わないとして対象から自社さ連立の村山政権として排除したことやその後に本岡らは補償ではなく日本に法的責任と賠償を払わせるべきだとして村山政権のアジア女性基金に清水澄子議員などと反対活動をして韓国挺身隊問題対策協議会など韓国と日本の市民団体を除いて当時の中国や韓国の外相にも冷遇・拒否されたことなどを議員引退後では慰安婦問題が大きな外交問題になったことを他人事のように語っている[8]。

## 選挙歴
| 当落                        | 選挙                     | 施行日        | 選挙区       | 政党       | 得票数  | 得票率 | 得票順位 /候補者数 | 比例区 | 比例順位 /候補者数 |
| --------------------------- | ------------------------ | ------------- | ------------ | ---------- | ------- | ------ | ------------------ | ------ | ------------------ |
| 当                          | 第12回参議院議員通常選挙 | 1980年6月22日 | 兵庫県地方区 | 日本社会党 | 420,556 | 17.4   | 2/7                | -      | -                  |
| 当                          | 第14回参議院議員通常選挙 | 1986年7月6日  | 兵庫県選挙区 | 日本社会党 | 502,591 | 20.2   | 2/6                | -      | -                  |
| 当                          | 第16回参議院議員通常選挙 | 1992年7月26日 | 兵庫県選挙区 | 日本社会党 | 436,639 | 21.6   | 2/10               | -      | -                  |
| 当                          | 第18回参議院議員通常選挙 | 1998年7月12日 | 兵庫県選挙区 | 民主党     | 902,338 | 39.0   | 1/8                | -      | -                  |
| 当選回数4回 （参議院議員4） |                          |               |              |            |         |        |                    |        |                    |